# Ојмјаконски рејон
Ојмјаконски рејон или Ојмјаконски улус (рус. Оймяконский район) је један од 34 рејона Републике Јакутије у Руској Федерацији. Налази се на истоку Јакутије и заузима површину од 92.200 км².
Рељеф је планински. На истоку рејона је Нерски плато, у централном дијелу доминира гребен Тас-Кистабит,  на западу су Ојмјаконске планине и Елгинска висораван, на крајњем југозападу је гребен Сунтар-Хајата, а на сјеверу велики планински ланац Черских планина. Цијела територија рејона је у сливу басена ријеке Индигирка.
Највеће насеље у рејону и административни центар је село Уст-Нера. (рус.Усть-Нера.). У селу Ојмјакон влада поларна хладноћа и то једно од најхладнијих мјеста на сјеверној хемисфери, гдје је забиљежена најнижа температура од -71,2 °C.
Укупан број становника је 11.863 (2010).
Становници су Руси и Јакути.